# Wishbone Ash BBC1 Live in concert
Wishbone Ash BBC1 Live in concert is een livealbum van Wishbone Ash. Het is opgenomen in het kader van een radio-uitzending voor de BBC1 in het Paris Theatre in Londen op 25 mei 1972. Het concert werd gegeven ter promotie van hun album Argus. 

## Musici
- Andy Powell – gitaar, zang
- Ted Turner – gitaar, zang
- Martin Turner – basgitaar, zang
- Steve Upton – slagwerk

## Muziek
| Nr. | Titel                            | Duur  |
| --- | -------------------------------- | ----- |
| 1.  | Blowin' free (van Argus)         | 5:51  |
| 2.  | Time was (van Argus)             | 9:51  |
| 3.  | Jailbait (van Pilgrimage)        | 5:00  |
| 4.  | The pilgrim (van Pilgrimage)     | 10:31 |
| 5.  | Warrior (van Argus)              | 5:40  |
| 6.  | Throw down the sword (van Argus) | 6:31  |
| 7.  | The king will come (van Argus)   | 7:42  |
| 8.  | Phoenix (van Wishbone Ash)       | 19:37 |